# Tennis
Tennis er et boldspil, som kan spilles enten indendørs eller udendørs. Spillet spilles med strengede ketsjere, hvor man slår bolden frem og tilbage over et net på tværs af en rektangulær bane. Bolden skal returneres direkte eller efter ét hop på jorden.
Det spilles single hos begge køn (én mod én), double hos begge køn (to mod to) eller mixed double (en mand og en kvinde per hold).
I dag er tennis en af verdens mest udbredte sportsgrene med nogle af de bedst betalte idrætsudøvere[kilde mangler]. Sporten var blandt en olympisk disciplin fra 1896 frem til 1924, og returnerede til programmet i 1988.

## Etymologi
Ordet tennis kommer ud af udråbet "Tenez!", som er fransk for "tag den!" eller "grib!". 

## Historie
Moderne tennis opstod i Storbritannien i 1870'erne, oprindeligt kaldet lawn tennis (plænetennis), da det blev spillet på græs. I dag spilles der typisk på grus eller hardcourt, men enkelte turneringer holder fast ved at spille på græs deriblandt Wimbledon Championships
Tennis – i den moderne form blev udviklet imellem 1859 og 1870 på en tennisbane i Edgbaston ved universitetet i Birmingham.

## Pointsystem
I en almindelig tenniskamp for både kvinder og mænd spilles op til tre sæt, hvor spilleren der først vinder to sæt, har vundet kampen. Dog i de fire Grand Slam-turneringer spilles der op til fem sæt, hvor spilleren der først vinder tre sæt, har vundet kampen. 
Hvor mange sæt kampen går over fastsættes dog af den enkelte turnering, og ofte ses at også mænd kun spiller op til tre sæt. Ved alle fire Grand Slam-turneringer og finalen ved de olympiske lege, samt Davis Cup, spilles hos mændene op til fem sæt. Et sæt tager oftest mellem en halv og en hel time.
For at vinde et sæt, skal man vinde seks partier med to overskydende, dvs. ved 6-5 fortsættes spillet, og sættet kan vindes 7-5. Bliver stillingen 6-6, afgøres sættet ved tie-break. Det er op til den enkelte turnering at fastsætte brugen af tie-break, og eksempelvis spilles i 3 af de 4 Grand Slam-turneringer ikke tie-break i mændenes femte sæt (kun i US Open spilles der tiebreak i afgørende sæt).
For at vinde et parti, skal man vinde fire point. Igen skal man vinde med to overskydende point for at vinde partiet. I partierne tæller man "15"-"30"-"40" og derefter "lige", "fordel ude" og "fordel hjemme". Den enkelte turnering kan vælge alternativt at spille med "afgørende point", hvilket betyder at pointet efter "lige" afgør partiet. Den sidste mulighed vælges for at opnå en tidsbesparelse.
I en tie-break spilles der først til syv point med to overskydende. Lykkedes det ikke at vinde med minimum 7-5, kører tie-breaken videre til en af spillerne fører med to point.
Kampens resultat angives med sætcifre, med eventuelle tie-break-cifre i parentes ved hvert sæt.

## Spillet
En tenniskamp starter med lodtrækning (eksempelvis ved møntkast) hvor vinderen må bestemme hvem der starter med at serve. I et parti, server samme side indtil partiet er afgjort. Dernæst går serven på skift fra parti til parti gennem hele kampen. Der byttes banehalvdel hver gang der er spillet et ulige antal partier i et sæt.
Det anses for en spillemæssig fordel at være den servende part, og det er derfor mere betydende for kampens forløb, hvis et parti tabes af serveren, end hvis det tabes af den der modtager serven. Her taler man om et servegennembrud.
Der serves i et parti skiftevis i højre og venstre side (første gang i højre side), idet bolden serves til det diagonalt modsatte servefelt. Hvis første serveslag mislykkes, det vil sige rammer udenfor modtagerens servefelt, får serveren et forsøg mere (kaldet andenserv). Hvis et serveslag rammer netkanten, men alligevel rammer modtagerens servefelt, dømmes omserv (kaldet "let"). Der er ikke en øvre grænse på antallet af "let"-domme i samme serv. I serven skal ketsjeren ramme bolden inden serverens fod sættes indenfor banen, sker dette ikke, dømmes "fodfejl" og dette tæller som et serveforsøg. Hvis også andenserven mislykkes, får modstanderen point. Der kan også dømmes "let" i andre situationer, hvor dommeren afbryder spillet uden pointgivning, hvis normal afvikling af spillet er påvirket af uvedkommende hændelser, som f.eks. et dyr på banen, eller hvis en spillers klædedragt går i stykker. 
Når bolden er servet i spil, er det tilladt at slå til bolden inden første opspring (flugtning), eller slå efter første opspring, men inden bolden rammer bane eller baneomgivelser anden gang.
Et point er tabt, hvis bolden returneres udenfor modstanderens banehalvdel, eller hvis den ikke rammes efter første opspring på egen banehalvdel. En returnering må gerne ramme netoverkant eller netstolper på vej til modstanderens banehalvdel. I sjældne tilfælde er det muligt at returnere bolden udenom nettet, hvilket er tilladt.
Nettet må ikke berøres mens bolden er i spil, men ketsjer eller eksempelvis arm må gerne svinges ind over nettet, hvis dette ikke er til gene for modspilleren. Bolden må dog kun rammes over egen banehalvdel.
I en tie-break server man 2 point ad gangen, idet førsteserver kun server 1 gang. Der tælles 1, 2, 3 osv., og der serves i højre side, hvis den samlede pointsum er lige, ellers i venstre side. Der byttes banehalvdel efter hver 6. point.

## Teknikken
Langt de fleste slag i tennis kræver spin (skrue) for at man kan slå hårdt og stadig opnå at bolden ikke flyver for langt. Dette opnås ved at føre slaget igennem henover bolden (topspin) eller under bolden (slice). Mange spillere fører ved topspin ketsjeren igennem helt om på ryggen for bedst mulig kontrol og spin. Spinnet betyder også meget for opspringet, idet topspin giver et mere lodret opspring (som kan tvinge modstanderen tilbage), og slice giver et fladere opspring (som er svært at angribe på).
I vore dage er 2-håndsgreb i baghåndsiden og 1-håndsgreb i forhåndssiden mest almindelig, idet højre fod sættes forrest i baghåndssiden og venstre i forhåndssiden (omvendt for venstrehåndsspillere). En del spillere benytter dog 1-håndsgreb i baghåndssiden, og enkelte 2-håndsgreb i begge sider.
Det er bedst for boldkontrollen at være i position til slaget i god tid, og gennemføre dette med kroppen i ro, lidt "inde over bolden".

## Turneringer
Blandt de mest kendte tennisturninger er Wimbledon, French Open, US Open og Australian Open, og disse fire turneringer er kendt som Grand Slam-turneringer, og er de mest prestigefyldte turneringer – dog med Wimbledon som den mest prestigefyldte turnering af de 4.
Den største landskampturnering for hold hedder Davis Cup (for mænd) og Federation Cup (for kvinder).